# Martín Rea
Martín Rea Zuccotti (Montevideo, 13 novembre 1997) è un calciatore uruguaiano, difensore del Liverpool (M).

## Caratteristiche tecniche
È un difensore centrale.

## Carriera
Cresciuto nel settore giovanile del Danubio, ha esordito in prima squadra il 18 febbraio 2018 disputando l'incontro di Primera División Profesional de Uruguay vinto 2-1 contro il Racing Montevideo.